# Ланге, Антон
Анто́н Ла́нге (род. 13 октября 1963, Москва; настоящее имя — Анто́н Леони́дович Тама́рин) — известный российский фотограф, признанный мастер классической пленочной фотографии, автор и продюсер крупнейших фотопроектов, лауреат премии ВГТРК «My Planet awards» (2011) и премии «National Geographic» (2016), путешественник и рассказчик, кандидат биологических наук. Творчество отличается синтетической концепцией, объединяющей естественнонаучное и художественное мировоззрение.

## Биография
Родился в Москве, в семье ученых-биологов.
Мать — Тамарина Нина Александровна, энтомолог, доктор биологических наук, профессор МГУ им. М. В. Ломоносова,.
Отец — Ланге Александр Борисович, видный советский акаролог, кандидат биологических наук.
Отчим — Воронин Леонид Григорьевич, выдающийся советский физиолог, член-корреспондент АН СССР и АПН СССР.
Впервые взял в руки профессиональную фотокамеру в 1973 году в возрасте 10 лет. В качестве ученика и ассистента видного советского фотографа Б. К. Машкова участвовал в создании фотоальбомов об Астраханском и Приокско-Террасном государственных природных заповедниках. Учился также у выдающегося фотографа дикой природы В. Е. Гиппенрейтера, с которым познакомился в 1975 году.
В 1980 году, уже будучи профессиональным фотографом, поступил на биологический факультет МГУ им. М. В. Ломоносова, который окончил в 1985 году по специальности «Зоология и ботаника». Защитил дипломную работу на кафедре зоологии и сравнительной анатомии беспозвоночных под руководством академика АН СССР М.С. Гилярова.
В 1989 году окончил аспирантуру кафедры высших растений биологического факультета МГУ, защитил кандидатскую диссертацию по тонкой сравнительной морфологии хищных растений под руководством профессора В.Н. Тихомирова и получил учёную степень кандидата биологических наук.
C 1989 по 1992 год — преподаватель биологического факультета МГУ.
С 1992 года полностью посвятил себя фотографии. Стоял у истоков отечественного глянца, работал для легендарных журналов «Империал» и «ОМ», созданных Игорем Григорьевым.
В 1995 году открыл свою фотостудию в Москве. Специализировался на съемках моды, обнаженной натуры, портретов, архитектуры и дизайна, путешествий для глянцевых изданий, рекламных и корпоративных клиентов.
Ведущий фотограф журнала Playboy с 1996 по 2002 год, автор десятков съемок и обложек. Первым из российских фотографов стал продюсировать и реализовывать масштабные экспедиции для съемок моды и обнаженной натуры. География съемок включала Марокко, Ибицу, Ямайку, Кубу, Канарские острова, Маврикий, Сицилию и другие уникальные места планеты.
Работал для журналов путешествий, бортовых журналов Аэрофлота и других авиакомпаний. Трэвел-фотография составляет важнейшую часть профессиональной деятельности.
С 2005 года сосредоточился на собственных проектах, посвященных обширным путешествиям и визуальному переосмыслению России.
Автор и сопродюсер легендарного фото и кинопроекта «Россия из окна поезда» (совместно с ОАО РЖД), крупнейшего в истории России (2006—2009 г.г.). Беспрецедентные по масштабу и сложности съемки заняли три года и включали в себя создание специальных съемочных поездов, использование вертолетов, самолётов, вездеходов, плавсредств и другой техники, координацию действий в масштабах железнодорожной сети РФ. Фото и кино материал лег в основу фотоальбомов, 20-серийного авторского фильма и десятков выставок в России и за рубежом, получивших широчайшее признание.
Предвосхитил широкий интерес к «открытию» России задолго до наступления бума внутреннего туризма.
Следующим этапом стал проект «Хребет. Кавказ от моря до моря» (2014—2016 г.г.), совместно с компанией "Курорты Северного Кавказа, — визуальное воплощение первозданных миров Северного Кавказа. «Хребет» также отличает сложное продюсирование, крупномасштабные съемки в труднодоступных районах, структурированный авторский сторителлинг и открытие региона на современном уровне восприятия. Итогом проекта стали фотоальбом (coffe-table book), документальный фильм, многочисленные выставки и рост интереса к региону.
Проект «Москва в движении» (2017—2018 г.г.) — визуальная интерпретация столицы как кинематографической натуры для будущих, ещё не снятых фильмов, — осуществлен совместно с «Роскино». Стилевая эклектика Москвы трактуется в проекте как визитная карточка мегаполиса, а уникальные наложения, совмещение разных эпох в одном кадре составляют основу повествования.
С 2018 работает над проектом «Аура Биостанции», посвященным Беломорской биологической станции МГУ. Отличительные черты проекта, впервые представленного в 2022 году в Зоологическом музее РАН (Санкт-Петербург), — синтез мировоззрения ученого-полевого биолога и художника-визионера.
Ланге говорит о биосфере, как о студии, а главным объектом своей работы считает «современную природу».

## Избранные выставки

### Персональные
- «АНТОН ЛАНГЕ. WORK», Москва, завод АРМА 2008
- «Q-STORIES. СЦЕНЫ ОДНОЙ НОЧИ», Москва, Красный Октябрь, Карамельный цех 2008
- «РОССИЯ ИЗ ОКНА ПОЕЗДА»
- Москва, Новый Манеж 2008, 2010
- Санкт-Петербург, Летний сад, open-air 2013
- Париж, open-air 2008, 2009
- Женева, штат-квартира ООН 2010
- Шанхай, WorldExpo 2010
- Ванкувер, Олимпийски игры 2010
- Мадрид 2011
- Лондон, Олимпийские игры 2012 и другие
- «СТАНЦИЯ», Красноярск 2013
- «TIME IS GOLD/ OMEGA»
- Сочи, Олимпийские игры 2014
- Москва, Парк Горького, open-air 2014
- «МОСКВА В ДВИЖЕНИИ», Канны, Каннский кинофестиваль, 2017
- «БЕЛЫЙ КВАДРАТ. АУРА БИОСТАНЦИИ», Санкт-Петербург, Зоологический музей РАН 2022

### Коллективные
- «Парное путешествие. С.М. Прокудин-Горский — Антон Ланге», Париж 2013
- Хэдлайнер выставки «Первозданная Россия», Москва, ЦДХ на Крымском валу 2014, 2015

## Проекты
- 2004 — по настоящее время «Eruption (Сицилия)».
- 2004 «Земля белых раджей. По следам Альфреда Уоллеса (Борнео)».
- 2006—2009 «Россия из окна поезда»
- 2006—2012 «Тонино Гуэрра. Штрихи к портрету».
- 2007—2008 «Q-stories. Сцены одной ночи».
- 2010 «Путь к Северу. (Якутия)».
- 2011 «Станция. (Саяно-Шушенская ГЭС)».
- 2014 «Time is Gold — Omega».
- 2014—2016 «Хребет. Кавказ от моря до моря».
- 2017—2018 «Москва в движении/Moscow in Motion».
- 2019 — по настоящее время «Аура Биостанции (ББС МГУ)».

## Сотрудничество
Журналы: GQ, Wallpaper, Harpers Bazaar, Elle, Geo, Playboy, Maxim, FHM, Вокруг света, Домовой, Империал, ОМ, Аэрофлот, Весь мир, Медведь и др.
Клиенты: Pepsi-Cola, 7 Up, Philip Morris, Rothmans, Danone, Nivea, British American Tobacco, Merloni, Ariston, Российские железные дороги, McKinsey, Nokia, Sony Ericsson, Marlboro, Bacardi, Martini, Miller, ФК «Спартак», «36,6», Bookberry, MaxMara, холдинг Русагро и др.